# Unusual Suspects
Unusual Suspects je studiové album amerického rockového kytaristy Leslie Westa, vydané v září 2011 u vydavatelství Provogue Records. Na album si West přizval několik hostů, ke slyšení jsou zde například Joe Bonamassa, Billy Gibbons (ZZ Top) nebo Zakk Wylde (Ozzy Osbourne).

## Seznam skladeb
| Pořadí         | Název                               | Autor                 | Délka |
| -------------- | ----------------------------------- | --------------------- | ----- |
| 1.             | One More Drink for the Road         | Pizza, West           | 3:14  |
| 2.             | Mudflap Momma                       | Pizza, West-Weinsten  | 3:06  |
| 3.             | To the Moon                         | Bronham, West         | 4:51  |
| 4.             | Standing on Higher Ground           | Gibbons, Grossi, West | 4:27  |
| 5.             | Third Degree                        | Boyd, Dixon           | 5:10  |
| 6.             | Legend                              | Pizza                 | 4:45  |
| 7.             | Nothin's Changed                    | Pizza, West           | 3:54  |
| 8.             | I Feel Fine                         | Lennon, McCartney     | 2:57  |
| 9.             | Love You Forever                    | Pizza, West           | 5:06  |
| 10.            | My Gravity                          | Tiven, West           | 4:23  |
| 11.            | The Party's Over                    | Nelson                | 3:21  |
| 12.            | I Don't Know (The Beetlejuice Song) | Christy, Green, West  | 2:34  |
| Celková délka: | Celková délka:                      | Celková délka:        | 47:48 |

## Sestava
- Leslie West – kytara
- Phil Parlapiano – klávesy, mellotron, varhany
- Fabrizio Grossi – baskytara
- David Briglin – kytara, klavír
- Kenny Aronoff – bicí, perkuse
- Joe Bonamassa – kytara, zpěv
- Billy Gibbons – kytara
- Steve Lukather – kytara
- Slash – kytara
- Zakk Wylde – kytara